# Actualidades
L'1 d'abril de 1933 va obrir les portes el cine Actualidades, anteriorment anomenat Pathé Cinema, Lido Cine i posteriorment Alcázar. L'especialitat d'aquest cinema van ser els documentals.
Aquest nou cinema va obrir sota el lema “La vuelta al mundo en 55 minutos”. El primer programa que va emetre estava compost per Gaumont Super News (noticiari), El canto de la mina y el fuego, Paramount News (noticiari), Nuria, Nieve en Cataluña, Ufa actualidades, de ayer y de hoy. Seguint el seu lema la temàtica preferent del cinema va ser l'actualitat amb el suport del documental, la cinta còmica i els dibuixos animats.
La sala projectava des de les 11 del matí fins a la 1 de la matinada, al preu d'una pesseta.
Durant la Guerra Civil va romandre tancat, però va tornar a obrir el 3 de febrer de 1939. Al juny del mateix any va tancar les portes i el 16 de setembre de 1939 va reobrir sota el nom de Alcázar.